# Onciale 0122
- Papyrus
- Onciale
- Minuscules
- Lectionnaire

Le Codex 0122, portant le numéro de référence 0122 (Gregory-Aland), α 1030 (Soden), est un manuscrit du Nouveau Testament sur parchemin écrit en écriture grecque onciale.

## Description
Le codex se compose de 2 folios. Il est écrit en deux colonnes, de 28 lignes par colonne. Les dimensions du manuscrit sont 25 x 20 cm. Les experts datent ce manuscrit du IXe siècle,. Il contenant esprits et accents.
Le manuscrit a été examiné par Constantin Tischendorf, Eduard de Muralt, et Kurt Treu.
C'est un manuscrit contenant le texte incomplet des Épître aux Galates (5,12-6,4) et Épître aux Hébreux (5,8-6,10). 
Texte
Le texte du codex représente un texte mixte. Kurt Aland le classe en Catégorie III. 
Lieu de conservation
Le codex est conservé à la Bibliothèque nationale russe (Gr. 32) à Saint-Pétersbourg.